# Autobahnknoten Jordanowo
Der Autobahnknoten Jordanowo (polnisch: Węzeł autostradowy Jordanowo) liegt nordöstlich der polnischen Ortschaft Jordanowo in der Woiwodschaft Lebus. Er verbindet die polnischen Autobahn A2 (West-Ost-Achse) und die Schnellstraße S3 (Nord-Süd-Achse) miteinander und stellt somit einen wichtigen Knotenpunkt im Straßennetz Polens dar.

## Geschichte
Der Bau des Knotens erfolgte in den Jahren 2009 bis 2011 zusammen mit dem Bau des Abschnittes der Autobahn A2 zwischen den Knoten Świecko und Nowy Tomyśl. Als Bauunternehmen wurde Strabag vom Konzessionär Autostrada Wielkopolska engagiert. Die Fertigstellung des Knotens erfolgte, wie die des gesamten Abschnittes, bis Ende 2011. Jedoch konnte dessen Eröffnung nicht zusammen mit der des Abschnittes stattfinden, da sich zu dieser Zeit der Abschnitt der S3 erst im Bau befand und somit keine Verbindung zur S3 möglich war. Somit mussten die Autofahrer, die den Knoten nutzen wollten, um die A2 zu verlassen und in nördlicher oder südlicher Richtung weiterzufahren, die ca. 30 Kilometer entfernten Knoten Torzym und Trzciel nutzen. Ursprünglich sollte der Knoten Jordanowo erst mit dem Abschnitt der S3 zwischen den Knoten Międzyrzecz-Południe und Świebodzin-Północ am 17. Juni 2013 eröffnet werden. Jedoch konnten die Bauarbeiten beschleunigt werden, sodass der Knoten am 27. Mai 2013 dem Verkehr übergeben werden konnte. Die Ausfahrt von der A2 ist derzeit nur in südlicher Richtung bis zum Knoten Świebodzin-Północ möglich. Die Ausfahrt der A2 in nördlicher Richtung wurde mit der Verkehrsübergabe des Abschnittes der S3 vom Knoten Jordanowo bis zum Knoten Międzyrzecz-Południe am 21. August 2013 möglich.

## Aktueller Stand
Folgende Richtungen stehen derzeit zur Auswahl:
- Autobahn A2 in westlicher Richtung bis zur Grenze mit Deutschland
- Autobahn A2 in östlicher Richtung über Posen und Lodz bis nach Warschau
- Schnellstraße S3 in nördlicher Richtung bis Międzyrzecz
- Schnellstraße S3 in südlicher Richtung bis Zielona Góra

## Sonstiges
Der Knoten ist aus einer Doppeltrompete aufgebaut und besteht aus zwei Brückenbauwerken. Dies war die kostengünstigste Variante, denn der Knoten beinhaltet eine Mautstelle, die zwischen den beiden Trompeten liegt. An der Mautstelle stehen insgesamt zwölf Positionen zur Verfügung, von denen neun mit Automaten eingerichtet sind und immer zur Verfügung stehen. Vier Positionen sind für den von der S3 abfahrenden und auf die A2 auffahrenden Verkehr vorhanden. Für die andere Richtung des Verkehrs, der A2 abfährt und auf die S3 auffährt, sind fünf Positionen vorhanden. Die anderen drei Positionen können notfalls benutzt werden.